# キャプテン・トリップ・レコーズ
キャプテン・トリップ・レコーズ（Captain Trip Records）は、ミュージシャンの松谷健が代表となり設立された日本のレコードレーベルである。このレーベルは、実験音楽やさまざまなジャンルのロック、特にサイケデリックでプログレッシブなロックを専門としている。新しいアルバムの発売に加えて、アルバム化されなかった古いマテリアルや、絶版となっていたり、古典的なスタイルの作品をアルバムとして再編集することに捧げられた。
そのカタログには、ブルー・チアー、ザ・デヴィアンツ、ヴェルヴェット・アンダーグラウンドなどの古典的なサイケデリック・ロック・バンドのアルバムや、エスプレンドー・ジオメトリコや◯△▢などの実験音楽プロジェクト、そしてコンラッド・シュニッツラー、アモン・デュールII、クラスター (Kluster)、クラスター (Cluster)、ハンス＝ヨアヒム・ローデリウス、ディーター・メビウス、ノイ!、ラ・デュッセルドルフ、ラ!ノイ?、1-Aデュッセルドルフ、クラーン、グル・グルといったクラウトロックのミュージシャンたちによるアルバムをフィーチャーした膨大なディスコグラフィがある。